# Colpochila laminata
Colpochila laminata är en skalbaggsart som beskrevs av Blackburn 1890. Colpochila laminata ingår i släktet Colpochila och familjen Melolonthidae. Inga underarter finns listade i Catalogue of Life.